# St. John's (Newfoundland en Labrador)

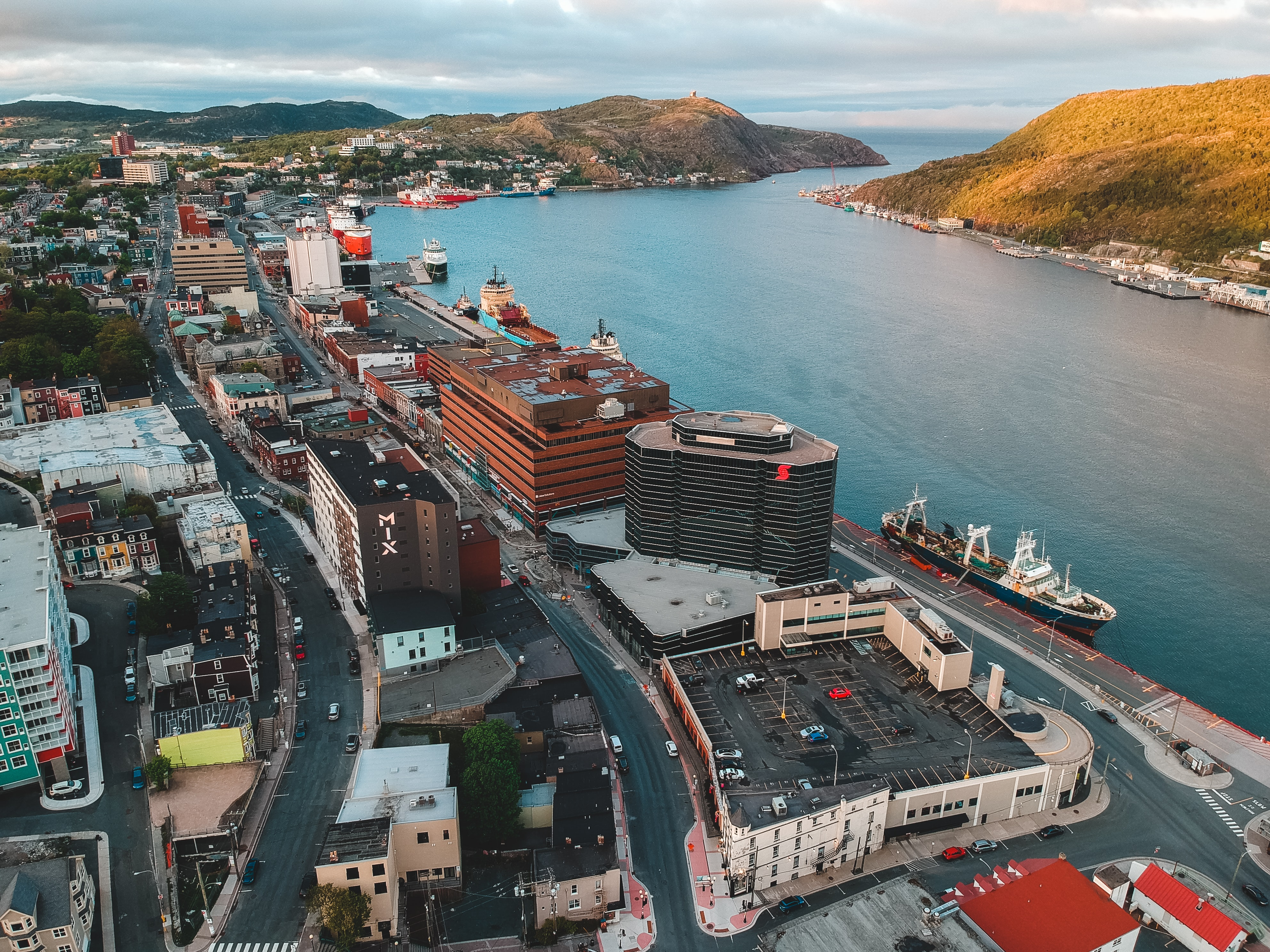
Luchtbeeld van Downtown St. John's

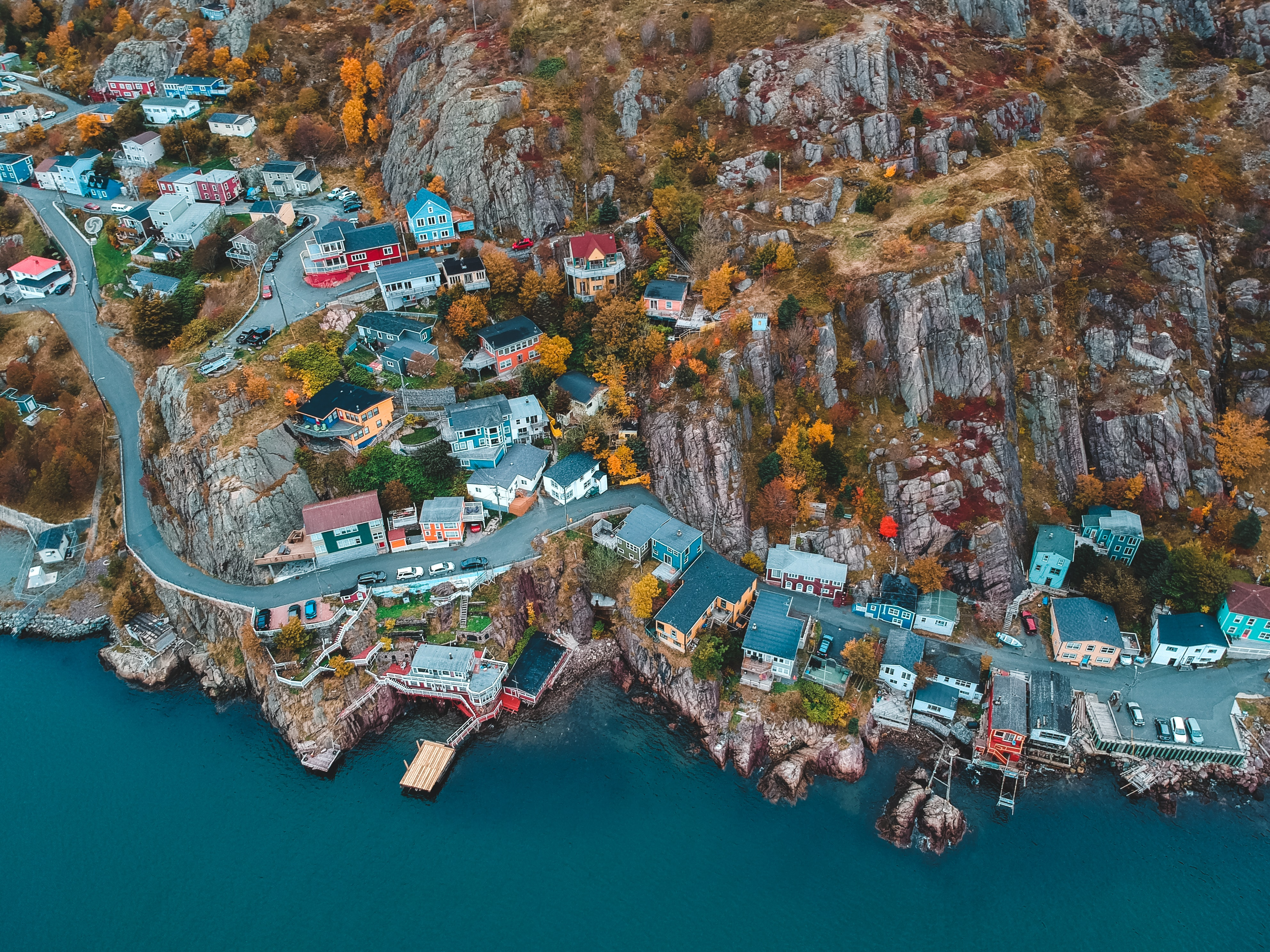
Luchtbeeld van de wijk The Battery

St. John's is de hoofdstad en grootste stad in de Canadese provincie Newfoundland en Labrador. De op het eiland Newfoundland gelegen havenstad is de oostelijkste stad van Noord-Amerika.

## Geschiedenis

### 16e eeuw - 18e eeuw
Al begin 16e eeuw bestond St. John's als een seizoensgebonden vissersnederzetting. In de jaren 1630 werd St. John's officieel als permanente plaats gesticht door de Britten, waarop die al snel uitgroeide tot een belangrijke vissersstad en handelscentrum aan de Engelse kust van Newfoundland.
Op 16 juni 1665 – tijdens de Tweede Engels-Nederlandse Oorlog – werd St. John's geplunderd en voor korte tijd veroverd door de Nederlanders onder leiding van admiraal Michiel de Ruyter. De enige verdediging die de stad had bestond uit een over The Narrows gespannen kabel en een aantal kanonnen, al waren deze onbemand en waren de meeste inwoners al vóór de inval naar de bossen gevlucht. Er lagen slechts twee schepen voor anker in de haven. Toen de Nederlanders vier dagen later de stad opnieuw verlieten, werden de twee schepen en de zes kanonnen als oorlogsbuit meegenomen.
De Nederlanders probeerden in 1673 in de context van de Derde Engels-Nederlandse Oorlog de stad opnieuw aan te vallen. Deze aanval mislukte echter omdat ditmaal de Engelsen er in slaagden de stad met geschut te verdedigen.
In 1705 belegerden de Fransen de stad in de context van de Oorlog van koningin Anna, waardoor St. John's zware schade opliep. In juni 1762 slaagden de Fransen erin om de stad te veroveren. De Britten onder leiding van luitenant-kolonel William Amherst grepen opnieuw de macht in september 1762 na de Slag om Signal Hill, de strategische heuvel aan de haventoegang van de stad. Daarop werd in de jaren 1770 Fort Amherst gebouwd om de stad beter te kunnen verdedigen.

### 19e eeuw - heden
In het midden van de 19e eeuw werd de toen voor de Newfoundlandse economie belangrijke zeehondenjacht steeds verder geprofessionaliseerd, onder meer door het gebruik van stoomschepen. Hierdoor werd deze economische activiteit meer centraal geregeld en St. John's diende daarin als een van de twee grote uitvalsbasissen (naast Harbour Grace). In de late 19e eeuw was het belang van de zeehondenjacht sterk gedaald.
Op 9 juni 1846 werd een groot deel van het centrum vernietigd door een accidentele stadsbrand. Een nog veel grotere brand vernietigde grote delen van de stad op 8 juli 1892.
In 1898 begon de bouw van de voor de stad iconische Cabot Tower bovenop Signal Hill. Op diezelfde heuvel ontving Guglielmo Marconi op 12 december 1901 het eerste trans-Atlantische radiotelegrafiesignaal.
Om de stad tijdens de Tweede Wereldoorlog te beschermen tegen Duitse U-boten bouwde men kustverdedigingswerken te Fort Amherst, Fort Cape Spear en Fort Chain Rock. In december 1942 vond er een grote ramp plaats toen het Knights of Columbus Hostel, waar een dansavond voor militairen plaatsvond, volledig uitbrandde. Er vielen 99 doden en 107 gewonden.
In 1984 werden enkele buurten en gebieden die tot dan onder toezicht van het St. John's Metropolitan Area Board (SJMAB) stonden opgeslorpt door de stad. Het betreft Airport Heights, Killbride, Shea Heights en de omgeving rond Torbay Road en Logy Bay Road. In 1992 werden daarenboven de gemeenten Wedgewood Park en Goulds opgeheven en toegevoegd aan St. John's. Dat jaar werden ook de tot dan toe bij Mount Pearl horende Southlands en grote gedeelten van het gebied onder toezicht van het toenmalige SJMAB toegevoegd aan het grondgebied van de stad.

## Geografie
St. John's ligt in het oosten van het schiereiland Avalon, aan de Atlantische oostkust van Newfoundland. Tot het 446 km² tellende grondgebied van de stad behoort Cape Spear, het meest oostelijk gelegen punt van het Noord-Amerikaanse continent (exclusief Groenland). De stad is het oostelijke eindpunt van de Trans-Canada Highway en wordt daarenboven aangedaan door de East Coast Trail. Ten noorden van de stad ligt St. John's International Airport.
Downtown St. John's vormt het historische, toeristische en commerciële hart van de stad, met Water Street, Duckworth Street en George Street als bekendste straten. De stad telt daarnaast nog verschillende andere buurten, waaronder Quidi Vidi, The Battery, Fort Amherst en Goulds.

## Demografie
Naast de hoofdstad is St. John's ook de enige grote stad in de provincie. In de jaren 90 kende de stad net als de rest van de provincie een demografische neergang. Sinds het begin van de 21e eeuw is St. John's echter onafgebroken aan het groeien. Dit in tegenstelling tot de honderden kleine en afgelegen dorpen op het eiland, waar de dalende trend nooit omgekeerd is. Tussen 2001 en 2021 steeg de bevolkingsomvang van 99.182 naar 110.525. Dat komt neer op een stijging van 11.343 inwoners (+11,4%) in twintig jaar tijd.
| Demografische ontwikkeling van St. John's tussen 1951 en 2021              |
| -------------------------------------------------------------------------- |
|                                                                            |
| Bron: Statistics Canada (1951–1986, 1991–1996, 2001–2006, 2011–2016, 2021) |

St. John's is nog steeds in volle groei en telt ruim 110.000 inwoners. De stad is voorts omgeven door een aantal slaapsteden waarvan Conception Bay South, Mount Pearl, Paradise, Portugal Cove-St. Philip's en Torbay de grootste en belangrijkste zijn. Inclusief deze metropoolregio gaat het om ruim 210.000 inwoners.

### Taal
In 2021 had 92,6% van de niet-institutionele inwoners van St. John's het Engels als moedertaal; 99,5% was de taal machtig. Hoewel slechts 1.090 mensen (1,0%) het Frans als moedertaal hadden, waren er in 2021 9.955 mensen die die andere Canadese landstaal konden spreken (9,2%). Op het vlak van moedertaalsprekers is Frans echter slechts de derde taal in St. John's, na het Arabisch dat in de stad 1.260 moedertaalsprekers (1,2%) en zo'n 1.745 mensen die de taal machtig zijn (1,6%) heeft.

## Politiek en bestuur
Als provinciehoofdstad is St. John's de ontmoetingsplaats van het Huis van Vergadering van Newfoundland en Labrador en dat reeds sinds de oprichting ervan in 1832. Het Colonial Building in de stad diende vanaf 1850 als vaste ontmoetingsplaats. Sinds 1959 komt het Huis samen in het Confederation Building.
In de stad bevindt zich de zetel van het Eastern Regional Service Board en van de Newfoundland and Labrador Health Services. Deze gezondheidsautoriteit is de opvolger van onder meer Eastern Health, waarvan de hoofdzetel ook in St. John's was.

## Faciliteiten
Het stadsbestuur biedt openbaar vervoer via bussen aan via de vervoersmaatschappij Metrobus Transit. De stad is ook de thuisbasis van de Memorial University of Newfoundland (MUN), de grootste universiteit van Atlantisch Canada. Aan het MUN Student Center bevindt zich voorts de oostelijke begin- en eindhalte van DRL Coachlines, de trans-Newfoundlandse busdienst.
Economisch belangrijk is de haven van St. John's, langs waar ruim de helft van alle goederen het eiland Newfoundland bereiken.

## Bezienswaardigheden
St. John's telt 21 plaatsen of gebouwen die door Canada erkend zijn als National Historic Site, wat neerkomt op bijna de helft van alle National Historic Sites in de provincie. Bij de belangrijkste horen Signal Hill met Cabot Tower, de vuurtoren van Cape Spear, het Water Street Historic District, de anglicaanse Sint-Johannes de Doperkathedraal en de Rooms-Katholieke Sint-Johannes de Doperbasiliek.
Zo'n 2 km ten noordoosten van Downtown St. John's bevindt zich het historische vissersdorpje Quidi Vidi dat vandaag een gekende culturele buurt van de stad is. In de zuidelijke wijk Waterford Valley bevindt zich Bowring Park, een 81 ha metend stadspark met allerhande recreatiefaciliteiten en enkele gekende standbeelden.

## Sport
De Royal St. John's Regatta vindt al sinds 1816 plaats in de stad en is daarmee de oudste nog bestaande sportcompetitie van Noord-Amerika. De regatta is bijzonder populair en zorgt jaarlijks voor een volksfeest aan de oevers van Quidi Vidi Lake dat tot wel 50.000 bezoekers trekt. De dag van de wedstrijd, normaliter de eerste woensdag van augustus, is in de stad een wettelijke feestdag.
De Feildians Athletic Association is een bekende omnisportvereniging in de stad die opgericht werd in 1899. Ze heeft een voetbal-, basketbal-, honkbal- en hockeyafdeling. De Guards Athletic Association, opgericht in 1900, is de andere grote omnisportvereniging van de hoofdstad. Zij zijn actief in dezelfde sporten als de Feildians maar hebben daarenboven ook een volleybal- en track and field-afdeling.
In de stad bevindt zich het King George V Park, het vroegere nationaal stadion van het Dominion Newfoundland. Het is met een capaciteit van 10.000 toeschouwers bij verre het grootste voetbalstadion van de provincie. Het fungeert als thuisstadion voor Holy Cross FC, St. John's SC, de Feildians en het universitaire voetbalteam. Het stadion deed al meermaals dienst voor wedstrijden van zowel het Canadees voetbalelftal als van de Challenge Trophy en Jubilee Trophy.
St. John's was de gaststad voor de derde Canada Summer Games in 1977 en is opnieuw gaststad voor de zestiende Canada Summer Games in 2025.

## Partnersteden
- Waterford, Ierland (sinds 2002[20])
- Ílhavo, Portugal (sinds 1998[21])

## Panorama

Het centrum van St. John's gezien vanaf Signal Hill.